# 片原一色村
片原一色村（かたはらいしきむら）は、愛知県中島郡にあった村。現在の稲沢市の一部にあたる。

## 地理
日光川中流の左岸に位置していた。光堂川を境にほぼ二分され、左岸の一色が本郷で、右岸の片原は支村であった。

## 歴史
- 江戸時代は尾張藩領で清洲代官所支配であった[2]。
- 1889年（明治22年）10月1日、町村制の施行により、中島郡片原一色村が単独で村制施行し、片原一色村が発足[1][2]。大字は編成せず[2]。
- 1906年（明治39年）5月10日、中島郡国分村、光郷村、西島村、井長谷村（一部）と合併し、明治村を新設して廃止された[1][2]。合併後、明治村片原一色となる[2]。

## 産業
- 農業[2]

## 教育
- 片原一色尋常小学校[2]